# Визначник (фільм)
«Визначник» — фільм 2005 року.

## Зміст
Десь там, дуже далеко відбувається вбивство. Чоловік убиває жінку. Головній героїні, Ніколь, не пощастило помилитися номером і поговорити з нещасною перед її смертю. Убивця, який через визначник з'ясував номер, передзвонює. Тепер він має намір убити ще й Ніколь.